# Сто двадесет и трети пехотен полк
Сто двадесет и трети пехотен полк е български пехотен полк, формиран през 1941 година и взел участие във Втората световна война (1941 – 1945).

## История
Историята на полка започва през май 1941 година когато в Сливен е формиран Трети армейски попълващ пехотен полк, който през август същата година е изпратен на Прикриващия фронт. Към 1 януари 1941 година се състои от щаб, домакинство, три дружини, минохвъргачна и противобронева рота. През май 1942 година се завръща в Сливен и се демобилизира и разформира. Формиран е отново на 6 декември 1943 и влиза в състава на Първи български окупационен корпус. На 15 декември 1943 година е преименуван на Сто двадесет и трети пехотен полк с местостоянка гр. Лесковац. На 17 май 1944 година в района на село Прекупчелица, кадри от 1-ва дружина под командването на поручика от 3-та рота Атанас Апостолов Русев преминават на страната на югославските партизани и формират Войнишка партизанска бригада „Георги Димитров“. През септември 1944 г. полкът се завръща в България, на 20 септември се демобилизира. На 1 октомври 1944 година полкът е разформирован, като до април 1945 година действа Ликвидационен щаб.

## Командири
Званията са към датата на заемане на длъжността.
| №  | звание    | име           | дати                 |
| -- | --------- | ------------- | -------------------- |
| 1. | Полковник | Петър Лазаров | Втора световна война |

## Наименования
През годините полкът носи различни имена според претърпените реорганизации:
- Трети армейски попълващ пехотен полк (май 1941-май 1942, 6 декември 1943 – 15 декември 1943)
- Сто двадесет и трети пехотен полк (15 декември 1943 – 1 октомври 1944)